# فريد روس
فريد روس (بالإنجليزية: Fred Roos)‏ (و. 1934 – م) هو منتج أفلام، وكاتب سيناريو، من الولايات المتحدة الأمريكية، ولد في سانتا مونيكا، كاليفورنيا.

## جوائز وترشيحات
حصل على جوائز منها:
- جائزة الأوسكار لأفضل فيلم، عن عمل: العراب: الجزء الثاني.

ترشح لـ:
- جائزة الأوسكار لأفضل فيلم، عن عمل: العراب: الجزء الثاني
- جائزة الأوسكار لأفضل فيلم، عن عمل: القيامة الآن.

## وصلات خارجية
- فريد روس على موقع IMDb (الإنجليزية)
- فريد روس على موقع ألو سيني (الفرنسية)
- فريد روس على موقع أول موفي (الإنجليزية)
- فريد روس على موقع قاعدة بيانات الأفلام السويدية (السويدية)
- فريد روس على موقع قاعدة بيانات الفيلم (الإنجليزية)
- فريد روس على موقع كينوبويسك (الروسية)